# Julián de Picos
Julián de Picos fue un gobernador-corregidor de Madrid en el siglo xiv, en tiempos de Alfonso XI. El Concejo de Madrid le otorgó unas tierras en la zona de El Prado para que levantase su vivienda. Su gestión despótica y tiránica soliviantó a los madrileños por lo que el monarca lo condenó a veinte años de multas y su vivienda fue derribada, hacia 1339.
Desde el siglo xvii da nombre a la calle del Gobernador, calle en Madrid que atraviesa el otrora solar en el que se levantaba su vivienda, que hasta entonces se denominaba Camino de las Huertas de Valdemoro.